# سبخة تازركة

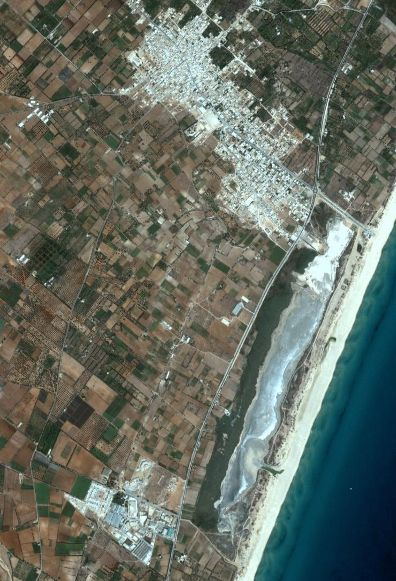
صورة فضائية تظهر سبخة تازركة (في الأسفل) ومدينة تازركة (في الأعلى)

سبخة تَازَرْكَة سبخة ساحلية ضيّقة، تقع بالضفة الشرقية للوطن القبلي (ولاية نابل)، قرب مدينة تازركة.
| سبخة تازركة |

### مواضيع ذات علاقة
- تازركة.